# San Giovanni Lupatoto
San Giovanni Lupatoto is een gemeente in de Italiaanse provincie Verona (regio Veneto) en telt 22.218 inwoners (31-12-2004). De oppervlakte bedraagt 18,9 km2, de bevolkingsdichtheid is 1176 inwoners per km2.
De volgende frazioni maken deel uit van de gemeente: Raldon, Pozzo, Camacici.

## Demografie
San Giovanni Lupatoto telt ongeveer 8864 huishoudens. Het aantal inwoners steeg in de periode 1991-2001 met 5,8% volgens cijfers uit de tienjaarlijkse volkstellingen van ISTAT.
| Jaar | Inwoneraantal |
| ---- | ------------- |
| 1991 | 20.132        |
| 2001 | 21.298        |

## Geografie
De gemeente ligt op ongeveer 42 m boven zeeniveau.
San Giovanni Lupatoto grenst aan de volgende gemeenten: Buttapietra, Oppeano, San Martino Buon Albergo, Verona, Zevio.

## Geboren in San Giovanni Lupatoto
- Gastone Moschin (1929-2017), acteur